# Локруа (драматург)
Локруа (фр. Lockroy, настоящее имя Жозеф Филипп Симон, фр. Joseph-Philippe Simon; 17 февраля 1803, Турин — 19 января 1891, Париж) — французский актёр и драматург, специализировавшийся на комедиях и водевилях. Отец Эдуара Локруа.

## Биография
Родился в семье барона генерала Анри Симона, который запретил сыну называться его фамилией после того, как Жозеф-Филипп начал артистическую карьеру. Играя на сценах парижских театров Одеон и Комеди Франсэз, стал пользоваться псевдонимом Локруа. В 1848 году нескольких месяцев служил в качестве временного администратора в Комеди Франсез.
Позже полностью посвятил себя литературному творчеству.

## Творчество
Успешный либреттист.
Локруа — автор нескольких драм, водевилей, комедий, пантомим, комических опер и оперетт, которые ставились на сценах парижского Театра-буфф (Théâtre des Bouffes-Parisiens), Театра де ла Порт Сен-Мартен (Théâtre de la Porte Saint-Martin) и других. Входили в репертуар Большого театра в Москве.

## Избранные произведения
- La marraine («Крестная маменька», комедия-водевиль в 1 действии; совместно с Э. Скрибом и Ж. Шабо де Буэна. Пер. с фр. Д. Т. Ленского, 1829).
- Catherine II («Екатерина II», 1831)
- Un Mariage Corse (комедия-водевиль в 1 акте, совместно с Нарсисом Фурнье и Огюстом Арну, 1832)
- Périnet Leclerc, ou Paris en 1418 («Перине Леклерк, или Париж в 1418 году», драма в прозе, в 5 актах, 1832. В соавторстве с Огюстом Анисе-Буржуа. По Историческим хроникам А. Дюма).
- Un duel sous le cardinal de Richelieu («Поединок при кардинале Ришельё». Драма в 3 д.; совместно с Э. Бадоном).
- La maitre d’école («Школьная учительница». Водевиль в 1 действии; совместно с Огюстом Анисе-Буржуа. Пьеса была поставлена в России под названием «Школьный учитель, или Дураков учить, что мертвых лечить» в переводе П. А. Каратыгина
- Passe minuit («Прошедшая ночь», совместно с Огюстом Анисе-Буржуа; в России пьеса шла в переводе П. И. Григорьева под названием: в Петербурге — «Покойная ночь, или Суматоха в Щербаковом переулке», в Москве — «Покойная ночь, или Суматоха в Ащеуловом переулке»
- L’Impératrice et la Juive («Императрица и еврейка»), драма в 5 актах. В соавторстве с Огюстом Анисе-Буржуа, 1834).
- Pourquoi? («Для чего?», комедия-водевиль в 1 акте, В соавторстве с Огюстом Анисе-Буржуа, 1834).
- Les Amours де Faublas (пантомима-балет в трех действиях, 1835)
- Passé Minuit (комедия-водевиль в 1 акте. В соавторстве с Огюстом Анисе-Буржуа, 1839)
- La premiere ride («Первая морщинка», Ком. в 1 д. В соавторстве с О. Анисе-Буржуа, 1841).
- Irène («Ирен», комедия-водевиль в 2-х актах, совместно с Эженом Скрибом, 1847)
- Воnsoir, monsieur Pantalon («Много шума из пустяков», Шутка-водевиль. в 1 д. В соавторстве с Морвана, 1854).
- Les dragons de Villars («Драгуны Виллара», опера комик, совместно с Эженом Кормоном, на музыку Л-Э. Майара, 1856)
- La reine Topaze (опера комик, совместно с Леона Батту, на музыку Виктора Массе, 1856) года
- Mon ami Pierrot («Мой дорогой Пьеро», оперетта на музыку Лео Делиба,1862)
- Ondine (1863)
- Quand ont n’a rien a faire («Нечего делать»), Комедия в 2 д.)
- Un bal masque sous Louis XIV («Маскарад при Людовике XIV». Комедия в, совместно с Э. Вандербурхом и др[4].